# Pelophylax saharicus
Pelophylax saharicus é uma espécie de anfíbio da família Ranidae que pode ser encontrada naturalmente na Argélia, no Egito, na Líbia, no Marrocos, no Saara Ocidental e em Ceuta e Melilla e foi introduzida na ilha de Grã Canária. Costuma estar restrita a áreas montanhosas e alagadas, e devido ao fato de passar a maior parte do tempo na água, tende a estar perto de corpos d'água como córregos, oásis, canais de irrigação e lagos, numa altitude de até 2 670 metros. Também tolera locais com água poluída.

## Descrição
É uma espécie grande de rã, havendo inclusive um registro de uma fêmea que media 104,5 milímetros de comprimento. Sua coloração pode ser verde, marrom ou uma mistura entre essas duas cores, podendo haver tanto uma linha amarela ou verde no sentido da coluna vertebral quanto manchas espalhadas uniforme ou aleatoriamente pelo corpo. Além disso, todos os indivíduos apresentam manchas em formato de barras nas pernas. Sua pele é granulada nos flancos e nas coxas e suas patas traseiras possuem membranas interdigitais. Os machos se diferenciam das fêmeas por possuírem as pernas dianteiras mais grossas e terem almofadas nupciais no polegar da mão, e dois sacos vocais. Sua cabeça possui o mesmo tamanho de comprimento e largura, e seu focinho é arredondado e sua pupila é horizontal.

## Comportamento
Diferente de outras espécies de anfíbios de regiões desérticas, esta rã não pratica a estivação nem reduz seu metabolismo durante os períodos mais quentes, o que faz dela a espécie mais comum de Magrebe. Possui expectativa de vida de aproximadamente seis anos de idade.
Se alimenta principalmente de artrópodes, como dípteros e coleópteros, porém também podem ingerir gastrópodes, ovos de peixes e anfíbios, e até aves e cobras. As fêmeas possuem dieta maior e mais variada que os machos e os jovens, o que faz com que elas sejam acometidas por uma quantidade maior de helmintos. Os mais jovens se alimentam de pequenas presas, como formigas, consumindo alimentos maiores conforme crescem.
Os indivíduos começam a se reproduzir quando chegam aos dois anos de idade, porém atingem a maturidade sexual no seu primeiro de ano de vida, quando medem mais de quarenta milímetros. Os machos são territorialistas e mantêm distância de dois metros de outros machos quando estão vocalizando. E após isso, os ovos são depositados em corpos d'água.